# Somtus

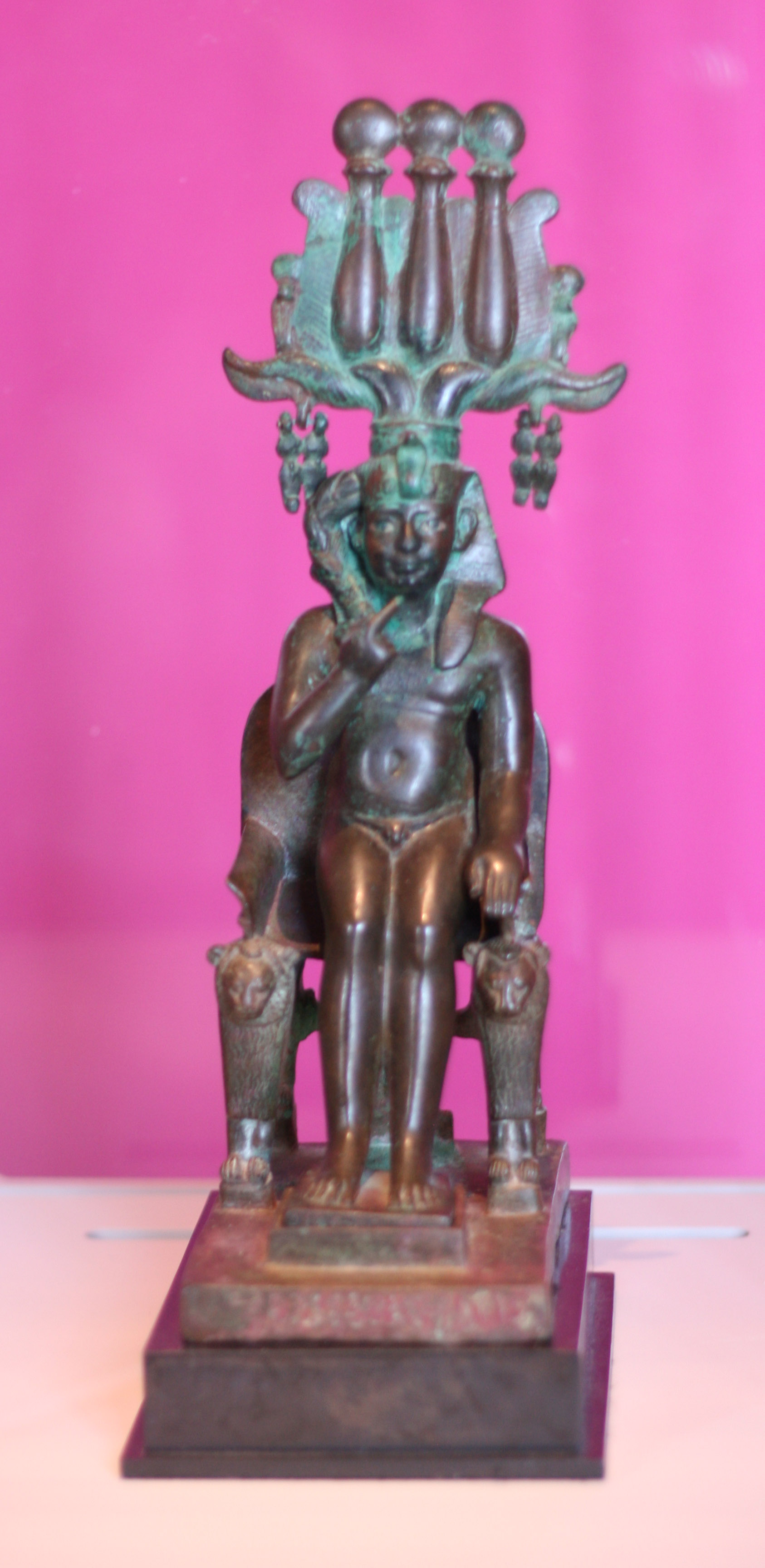
Estatua votiva del dios Somtus con la corona hemhem.

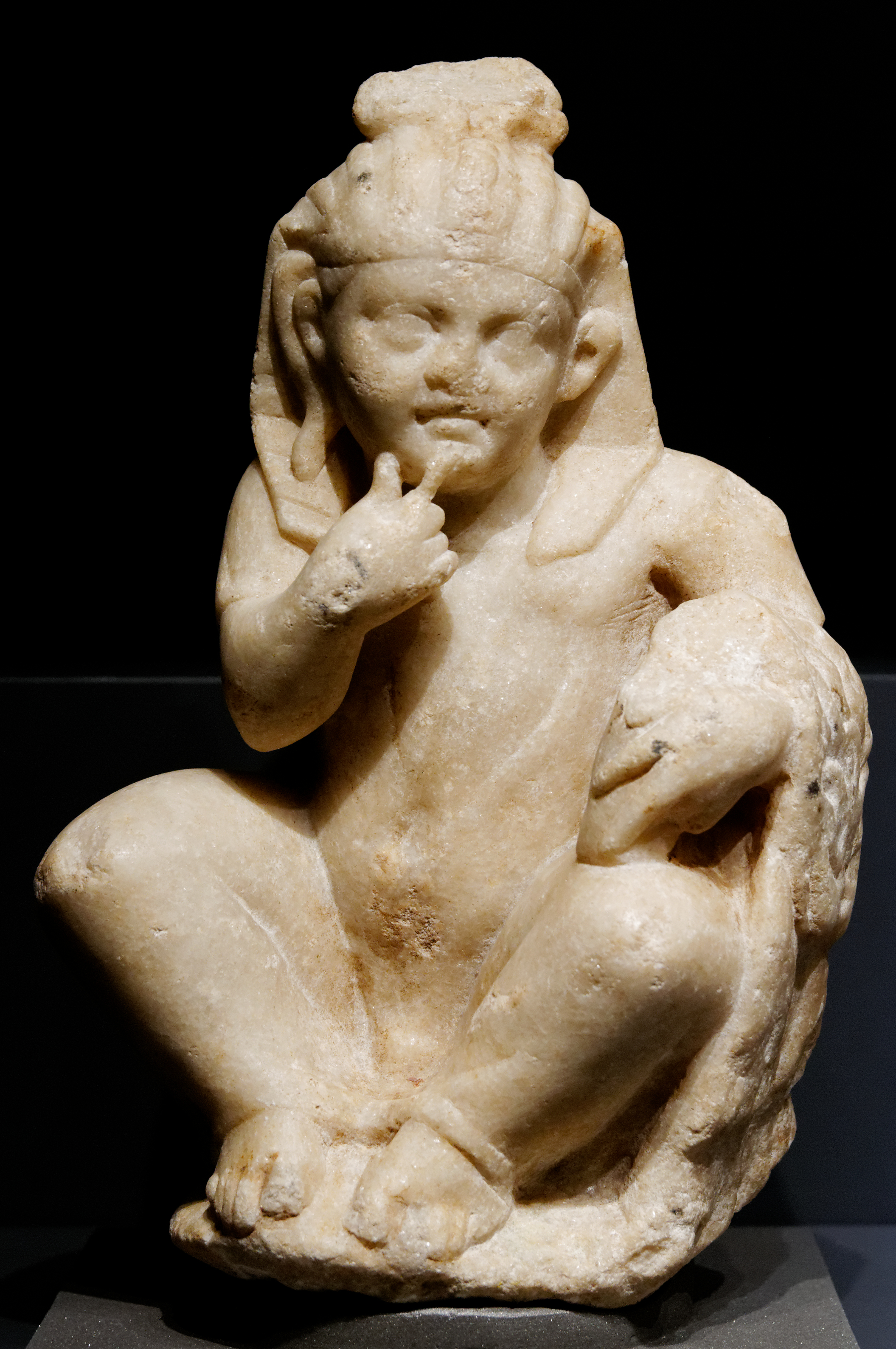
Harpócrates-Somtus con el nemes, una piel de león y una clava. Museo del Louvre.

Somtus o Simto es el nombre helenizado del dios niño egipcio Semataui o Sematauy, conocido desde el Imperio Medio. Su nombre significa «El que une las Dos Tierras».
Era el dios-niño de Heracleópolis, capital del Alto Egipto, y venerado localmente como parte de la tríada formada junto a sus padres, el dios carnero Herishef y la diosa Hathor. Fue asociado a Horus (como Harsomtus), Ra (como Ra-Somtus), Amón, Montu-Ra, Behedeti, Hor-Semataui-pa-chered, Tot y Ptah-Tatenen. En la época griega, fue asimilado a Heracles, de donde procede el nombre de su ciudad y la presencia de una clava en la mano.
| F36 | N19 |

| F36 | N19 |

| F36 | G17 | N18 · N16 | A17 |

| F36 | G17 | N18 · N16 | A17 |

El faraón Mentuhotep II, del Imperio Medio, como unificador del Alto y Bajo Egipto, combió su nombre de Horus a "Semataui".

## Iconografía
Como dios-niño, aparece desnudo, de pie, o sentado sobre una flor de loto, lleva nemes, una corona hemhem (corona divina y real, que consta de tres coronas atef y usado por los reyes difuntos y algunos dioses-niños) y el dedo índice de la mano derecha se lo lleva hacia su boca.
Por su relación con el loto, recrea al joven sol divino que está a punto de nacer, por su nombre, refuerza su carácter real como símbolo sema-tauy y otros atributos de la realeza como el nemes y la corona hemhem. 
En otros casos, Somtus aparece semisentado en un trono de respaldo alto que tiene patas de león,  y por detrás, se representa un matorral con tres papiros, probablemente relacionados con las marismas de Chemnis.